# Esfíncter uretral
Esfíncter uretral é o conjunto de estruturas musculares que atuam com a função de continência urinária.
É composto pela musculatura  localizada abaixo  do colo vesical, envolvendo  a uretra naquela altura. Existem o esfíncter externo de músculo estriado e o esfíncter interno de músculo liso respectivamente, que controla a micção ou ato de urinar. sua deficiência leva a Incontinência urinária, que é a perda involuntária de urina.
Os músculos estriados são voluntários,e servem para iniciar e interromper a micção. Os músculos lisos são involuntários e mantém o tônus impedindo  a perda urinária sem o contrôle consciente.